# Station Winsen (Luhe)
Station Winsen (Luhe) (Bahnhof Winsen (Luhe)) is een spoorwegstation in de Duitse plaats Winsen in de deelstaat Nedersaksen. Het station ligt aan de spoorlijn Lehrte - Cuxhaven. Daarnaast lopen er spoorlijnen naar Hützel en Niedermarschacht. Deze lijnen worden alleen gebruikt door goederen- en museumtreinen.

## Indeling
Het station heeft één zijperron (spoor 1) en één eilandperron met twee perronsporen (spoor 3 en 4), dus in totaal drie perronsporen. Langs spoor 1 staat het stationsgebouw. In dit gebouw is er een kiosk te vinden en een horecagelegenheid. Aan de voorzijde van het gebouw is er een busstation, een taxistandplaats en een fietsenstalling. De perrons zijn overkapt en barrièrevrij gemaakt. Het eilandperron via een voetgangerstunnel. Aan het einde van spoor 1 is er een hellingbaan en een trap naar de voetgangerstunnel. Naar het eilandperron is er een trap en een lift. Deze tunnel loopt door tot aan de zuidkant van de sporen, waar tevens een hellingbaan en een trap is. Ten noorden van spoor 1 ligt er een Parkeer en Reisterrein. Daarnaast ligt het perron van station Winsen Süd, welke wordt gebruikt door de goederen- en museumtreinen van en naar Hützel en Niedermarschacht. Deze sluit aan op een klein rangeerterrein ten oosten van het station.

## Verbindingen
Alleen treinen van metronom stoppen op dit station. De volgende treinseries doen het station Winsen (Luhe) aan:
| Serie | Treinsoort                  | Route                                                              | Bijzonderheden |
| ----- | --------------------------- | ------------------------------------------------------------------ | -------------- |
| RE 3  | Regional-Express (metronom) | Uelzen – Lüneburg – Winsen (Luhe) – Hamburg-Harburg – Hamburg Hbf  |                |
| RB 31 | Regionalbahn (metronom)     | Hamburg Hbf – Hamburg-Harburg – Maschen – Winsen (Luhe) – Lüneburg |                |

Hamburg-Harburg ·
Meckelfeld ·
Maschen · 
Stelle ·
Ashausen ·
Winsen (Luhe) ·
Radbruch ·
Bardowick ·
Bardowick ·
Lüneburg ·
Bienenbüttel ·
Bad Bevensen ·
Emmendorf ·
Uelzen ·
Suderburg ·
Unterlüß ·
Eschede ·
Celle ·
Ehlershausen ·
Otze ·
Burgdorf (Han) ·
Aligse ·
Lehrte ·